# 黎明機械科技
黎明機械科技株式会社（れいめいきかいかぎ）は、愛媛県西条市丹原町に本社を置く企業。2017年に株式会社テラマチの事業を継承した。

## 概要
1933年に大阪市で創業しネジ類の製造を開始。戦火を逃れ1944年に愛媛県周桑郡丹原町（現:愛媛県西条市丹原町）に工場を開設。1977年には本社も丹原町に移転した。自前主義を掲げ、鍛造から加工、熱処理、組み立てまで一貫生産できる体制を構築。当初は農業機械のネジ類を得意としていたが、一貫体制を武器に業況を拡大し1990年代には建設機械、工作機械などのメーカーを顧客に持つようになった。最盛期には800台の生産機械を保有し国内屈指の機械保有台数を誇っていた。
また高い技術力を持ち、2014年12月に打ち上げられた小惑星探査機「はやぶさ2」に搭載された物質採取装置の部品加工にも携わっている。2012年3月期には約44億円の売上を計上したが、主要取引先の業績不振で受注が減少し、受注増を見越しての設備投資も重荷となり2016年1月に民事再生法の適用を申請した。
2017年2月に中国の黎明液壓科技有限公司が出資する「黎明機械科技株式会社」に事業を継承した。

## 沿革
- 1933年6月 - 大阪府大阪市西区九条中通にて創業。ネジ類の製造開始。
- 1939年6月 - 拡張のため大阪市西区北境川町に工場を新築。海軍指定工場となる。
- 1944年
  - 4月 - 株式会社に改組。
  - 12月 - 愛媛県周桑郡丹原町に工場を新設。
- 1945年3月 - 大阪本社工場が戦災で焼失。
- 1970年10月 - 大阪工場を大阪府大阪市港区田中に移転し、大阪営業所に改称。
- 1977年6月 - 愛媛県周桑郡丹原町に本社移転。
- 1983年8月 - 防衛庁より製造業者A級資格を得る。
- 1992年6月 - 創業60周年を機にCIを導入。「株式会社テラマチ」と社名変更。
- 2003年11月 - ISO9001認証取得。
- 2016年1月 - 民事再生法の適用を申請、負債総額は約30億円[6]。
- 2017年2月 - 黎明機械科技株式会社が、事業の全てを継承。